# Arman Serebrakian
Arman Serebrakian (armenisch Արման Սերեբրակյան; * 9. April 1987 in Vallejo, Kalifornien, Vereinigte Staaten) ist ein ehemaliger US-amerikanisch-armenischer Skirennläufer, welcher 2014 an den Olympischen Winterspielen teilnahm.

## Karriere
Serebrakian wurde in Vallejo, Kalifornien als Sohn armenischer Einwanderer geboren und besitzt deshalb sowohl die amerikanische, als auch die armenische Staatsbürgerschaft. Im Hinblick auf die Olympischen Winterspiele 2010 in Vancouver entschied er sich für einen Verbandswechsel, wurde schlussendlich jedoch nicht berücksichtigt.
Von dem Nationalen Olympischen Komitee Armeniens wurde er für die Olympischen Winterspiele 2014 im russischen Sotschi nominiert. Er nahm sowohl an den Slalom wie auch im Riesenslalom teil. Im Riesenslalom belegte er 46. Platz und im Slalom belegte er den 34. Platz.

## Sonstiges
Seine Schwester Ani-Matilda Serebrakian ist ebenfalls Skirennläuferin und nahm an den Olympischen Spielen 2010 in Vancouver teil. Serebrakian studierte Medizin an der Temple University und arbeitet mittlerweile als plastischer Chirurg.

## Erfolge

### Olympische Winterspiele
- Sotschi 2014: 34. Slalom, 46. Riesenslalom

### Australian New Zealand Cup
- 5 Platzierungen unter den besten 30

### Far East Cup
- Eine Platzierung unter den besten 30

### Nor-Am Cup
- Eine Platzierung unter den besten 30

### Sonstige Erfolge
- 14 Podestplätze bei FIS-Rennen, davon 2 Siege